# Federación Española de Deportes de Montaña y Escalada
Die Federación Española de Deportes de Montaña y Escalada (FEDME; übersetzt: Spanischer Verband für Berg- und Klettersportarten) ist der nationale alpine Verein in Spanien.
Die Organisation wurde ursprünglich am 1. Juli 1922 als „Federación Española de Alpinismo“ (dt.: Spanischer Alpinismus-Verband) gegründet und trug zwischenzeitlich auch den Namen „Federación de Montañismo“ (dt.: Bergsteigerverband).
Zweck des Verbandes ist der Schutz der Gebirge, der Unterhalt von Berghütten, die Durchführung alpiner Exkursionen, die Unterhaltung der GR-Fernwanderwege sowie die Betreuung von Berg- und Wintersportarten, wie Berglauf, Alpinismus, Bergwandern, Schneeschuhlaufen und Skibergsteigen. In der Sportart Skibergsteigen betreut die FEDME auch die spanische Nationalmannschaft und stellt diese auf.
Der FEDME betreut das Fernwanderwegenetz Senderos de Gran Recorrido.
Die FEDME ist Gründungsmitglied des multilateralen Abkommens Gegenrecht auf Hütten, das 1978 eingeführt wurde, und ist UIAA-Mitglied, sowie seit 2017 Mitglied im EUMA. Seit 2007 ist Jordi Pons Sanjines UIAA Ehrenmitglied.